# Villers-les-Bois
Villers-les-Bois is een gemeente in het Franse departement Jura (regio Bourgogne-Franche-Comté) en telt 209 inwoners (1999). De plaats maakt deel uit van het arrondissement  Dole .

## Geografie
De oppervlakte van Villers-les-Bois bedraagt 10,6 km², de bevolkingsdichtheid is 19,7 inwoners per km².

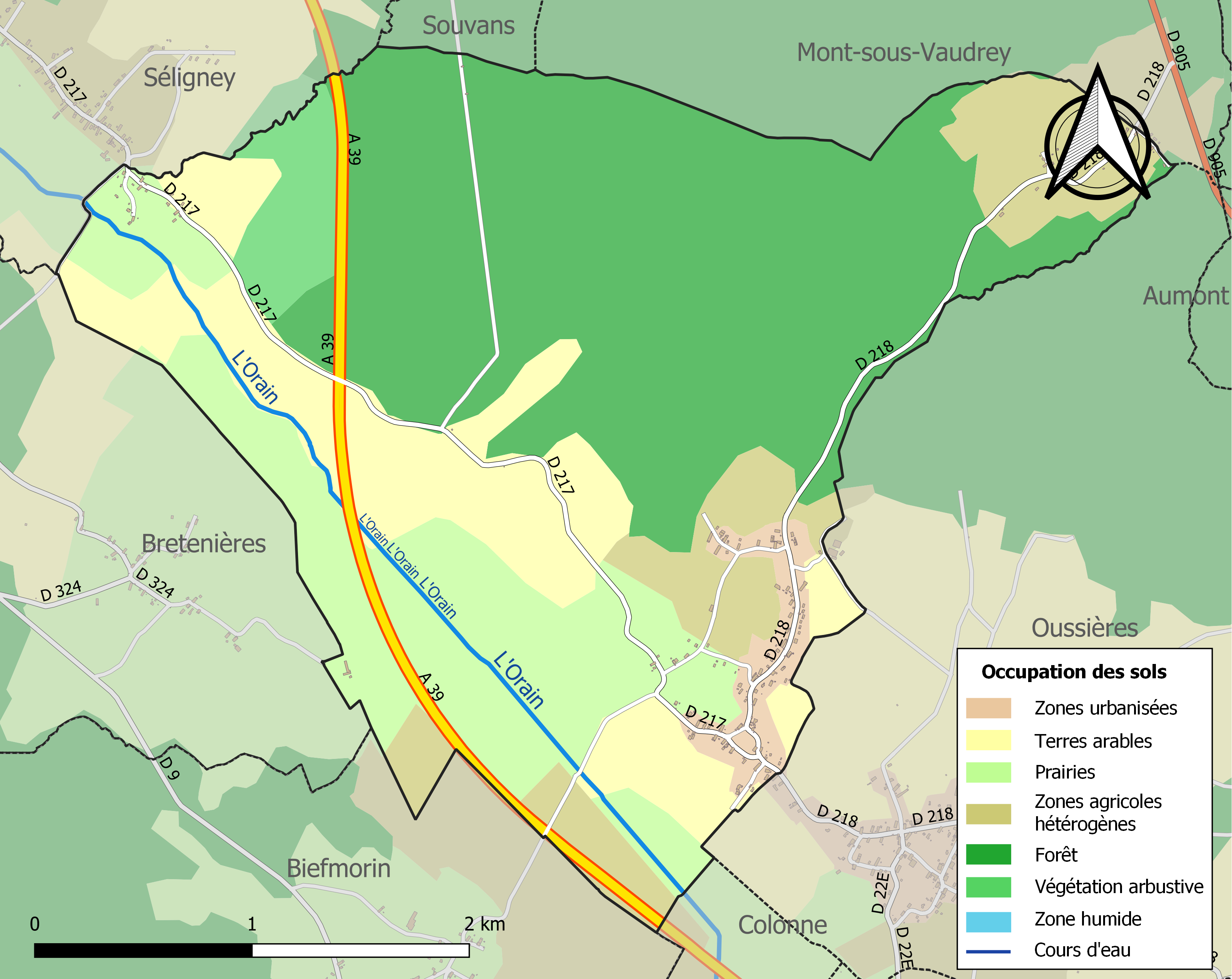
Kaart van de gemeente met de belangrijkste infrastructuur, bodemgebruik en omliggende gemeenten

## Demografie
Onderstaande figuur toont het verloop van het inwonertal (bron: INSEE-tellingen).